# Красноярское сельское поселение (Большереченский район)
Красноярский сельский округ — сельский округ в Большереченском районе Омской области.
Административный центр — село Красный Яр.

## История
В 1965 году был образован Красноярский сельский совет путём переименования Осихинского сельского совета с переносом центра в село Красный Яр.
В 1990-х годах сельский совет преобразуется в сельскую администрацию.
В начале 2000-х годов сельская администрация преобразуется в сельский округ.

## Население
| 2010  | 2011  | 2012  | 2013  | 2014  | 2015  | 2016  |
| ----- | ----- | ----- | ----- | ----- | ----- | ----- |
| 1527  | ↘1518 | ↘1475 | ↘1468 | ↘1446 | ↘1427 | ↘1406 |
| 2017  | 2018  | 2019  | 2020  | 2021  | 2023  |       |
| ↘1375 | ↘1365 | ↘1341 | ↘1309 | ↘1177 | ↘1148 |       |

## Административное деление
| статус  | населённый пункт | год основания |
| ------- | ---------------- | ------------- |
| село    | Кра́сный Яр       | 1776          |
| деревня | Безымя́нная       | 1931          |
| деревня | Оси́хино          | 1820          |
| деревня | Кривода́ново      | 1772          |